# Калейс, Конрад
Ко́нрад Ка́лейс (латыш. Konrāds Kalējs, 26 июня 1913, Рига — 8 ноября 2001, Мельбурн) — латышский военный преступник, участник массовых убийств советских граждан на оккупированных территориях в годы Второй мировой войны.

## Биография
Конрад Калейс родился 26 июня 1913 года в Риге. В 1935 году он поступил на службу в латвийскую армию, где спустя три года получил звание лейтенанта. Когда в 1941 году началась Великая Отечественная война, Калейс дезертировал из Красной Армии и перешёл на сторону немцев, предоставив свидетельства своей принадлежности к антикоммунистическим группировкам. Это, а также отличные характеристики по службе в латвийской армии, привели к тому, что Калейс был принят на службу в расстрельную команду, которой командовал Виктор Арайс. В 1941—1942 годах Калейс принимал участие в карательных операциях команды, в частности, в расстрелах в Бикерниенском лесу, Румбуле, массовых казнях в Саласпилсе, уничтожениях целых деревень, замеченных в просоветских настроениях. Помимо Латвии, Калейс принимал участие в массовых убийствах на территории России и Белоруссии. За свою службу он получал 290 рейхсмарок в месяц. Как утверждают работники Международного центра Симона Визенталя, на счету команды Арайса, в которой Калейс вскоре стал вторым человеком, не менее 30 тысяч убийств.
В 1944 году Калейс вместе с отступавшими немецкими войсками ушёл в Германию, а после окончания войны эмигрировал в Австралию. Там он занялся бизнесом и стал мультимиллионером. В 1959—1994 годах он проживал в США. После того, как его изобличил центр Визенталя, американские власти признали Калейса виновным в членстве в преступной организации. В 1994 году Калейс был лишён американского гражданства и депортирован в Австралию, где вскоре также началось полицейское расследование в отношении его персоны. В том же году ему пришлось уехать в Канаду, но спустя два года он был выслан и оттуда. В конечном итоге Калейс поселился в Великобритании, в латышском доме престарелых «Страумени» в графстве Лестершир, под фальшивым именем Виктор Калныньш. Однако там он себя выдал, разговаривая по телефону с одним из старых знакомых.
28 декабря 1999 года Калейс был арестован британской полицией за совершение военных преступлений (в Великобритании за военные преступления судят вне зависимости от места их совершения). Вскоре уголовное дело против него было возбуждено и в Латвии, и латвийские власти потребовали его выдачи. Калейс был выдан австралийским властям и взят ими под стражу. 29 мая 2001 года австралийский суд принял решение об экстрадиции Калейса в Латвию. Адвокаты подали апелляцию, но 8 ноября 2001 года Калейс умер в Мельбурне на 88-м году жизни.